# Garz (Usedom)
Garz település Németországban, Mecklenburg-Elő-Pomeránia tartományban. Lakosainak száma 283 fő (2023. december 31.).

## Népesség
A település népességének változása:
| Lakosok száma | 264  | 259  | 281  | 280  | 283  |
|               | 2017 | 2019 | 2021 | 2022 | 2023 |